# Turzyca Bueka
Turzyca Bueka (Carex buekii) – gatunek rośliny z rodziny ciborowatych. 

## Rozmieszczenie geograficzne
Występuje od Niemiec i Włoch na zachodzie po Kazachstan na wschodzie. W Polsce znana tylko z jednego obecnie istniejącego stanowiska, położonego w południowo-wschodniej Polsce.

## Morfologia

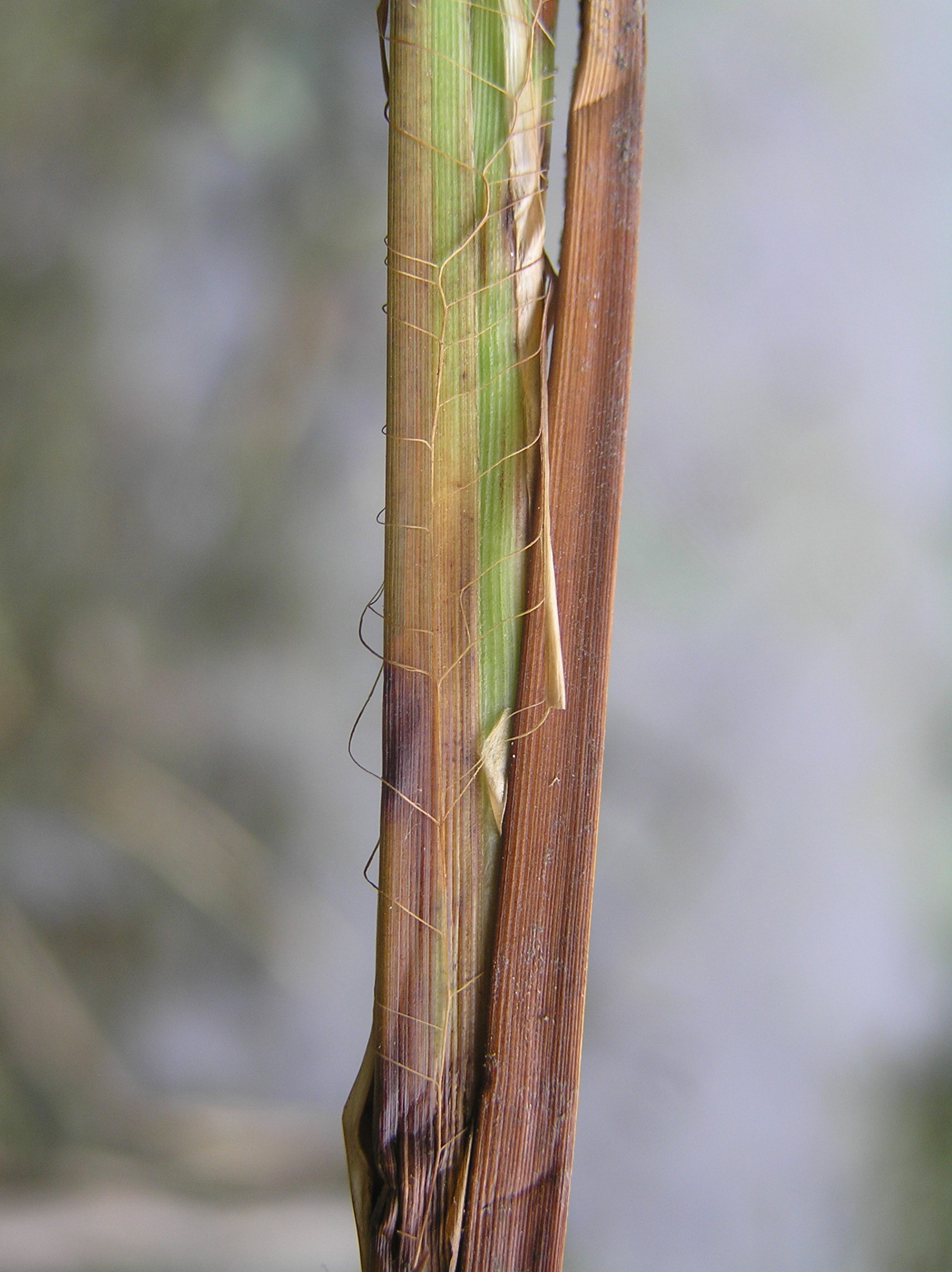
Postrzępione pochwy liściowe

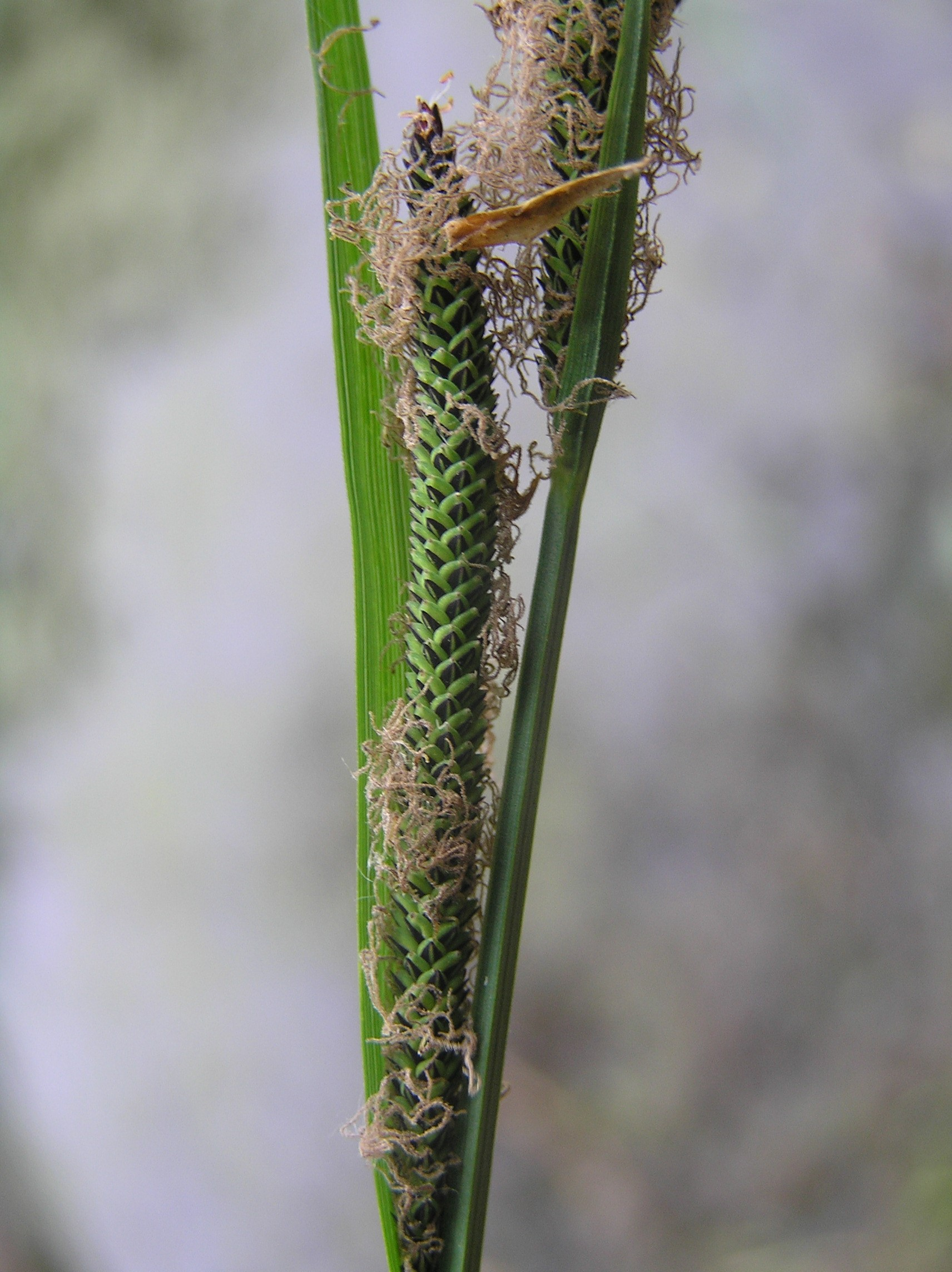
Kłos żeński

PokrójRoślina rozłogowa.
ŁodygaDo 120 cm wysokości, ostrokanciasta, szorstka, u nasady pokryta jasnobrunatnymi, ostrogrzbiecistymi, postrzępionymi pochwami.
LiścieSzerokości 4-9 mm, z podwiniętym brzegiem.
KwiatyKwiaty zebrane w ok. 8 wąskich, wałeczkowatych kłosów o długości 4-10 cm. Na szczycie pędu kwiatowego występuje 1-3 kłosów męskich, pozostałe boczne to kłosy żeńskie. Podsadka dolnego kłosa liściowata, krótsza od kłosa. Przysadki czarne, na grzbiecie z jaśniejszą kreską, tępe, długości pęcherzyków. Pęcherzyki o długości 2,5 mm, zielone, jajowate, z niewielkim dzióbkiem. Znamion 2.

## Biologia i ekologia
Bylina, hemikryptofit. Rośnie na brzegach wód i na łąkach. Kwitnie w kwietniu i maju. 

## Zagrożenia
Gatunek umieszczony na Czerwonej liście roślin i grzybów Polski (2006) w kategorii R (wymierający - krytycznie zagrożony). W wydaniu z 2016 roku otrzymał kategorię NT (bliski zagrożenia). Tę samą kategorię posiada w Polskiej Czerwonej Księdze Roślin.